# 阿部仲麻呂
阿部 仲麻呂（あべ なかまろ、1968年7月10日 - ）は、日本の神学者。東京都出身のカトリックの神父。神学博士（上智大学）。日本カトリック神学会理事。日本宣教学会常任理事。上智大学大学院神学研究科（神学）、日本カトリック神学院（哲学・神学）、桜美林大学などの兼任講師を務める。
国際日本文化研究センター客員研究員（仏教学）。公共哲学京都フォーラム・コメンテーター（公共哲学）。サレジオ会士である。

## 経歴
1968年、東京都出身。1982年、カトリックの洗礼を受ける。1990年にサレジオ会に入会。1997年、司祭に叙階される。

専門は、基礎神学、哲学的解釈学、教義神学、組織神学、教父思想、美学、西洋古典学。トミズムとフランチェスカニズムの神学的長所を総合し、カッパドキア学派神学の思想とも調和させつつ、日本文化の美的繊細さ・感受性の豊かさの視座を加味した全一的な神学の構築を目指している。
上智大学文学部哲学科卒業。同大学神学部神学科卒業。ローマ教皇庁立グレゴリアン大学大学院神学部基礎神学専攻学科修士課程修了（神学修士号STL取得）。上智大学大学院神学研究科博士後期課程組織神学専攻修了（神学博士号STD取得）。

## 主要著書
- 『使徒信条を詠む』教友社、2014年、2021年再版。
- 『キリストとともに』オリエンス宗教研究所、2023年4月初版、同年7月再版。
- 『信仰の美学』春風社、2005年、ISBN 4-8611-0028-3
- 『神さまにつつまれて キリストをとおしてあったまる』オリエンス宗教研究所、2007年、ISBN 978-4-87232-060-2

## 主要共著
- 『新カトリック大事典』第Ⅲ巻、研究社、2002年、ISBN 4-7674-9013-8
- 『宗教と文化』ノートルダム清心女子大学、2005年
- 『近代日本のキリスト者たち』パピルスあい、2006年、　ISBN 4-7845-9110-9
- 『諸宗教対話　公文書資料と解説』カトリック中央協議会、2006年、　ISBN 4-87750-124-X
- 『時の流れを超えて J・H・ニューマンを学ぶ』教友社、2006年、ISBN 4-902211-16-5
- Chi-I, Pararse a contemplar. Manual de espiritualidad del budismo Tendai, Sigueme, Salamanca, 2007. （ホアン・マシア＋阿部仲麻呂解説・翻訳；智顗『天台小止観　スペイン語訳』シグエメ社、2007年）。　ISBN 978-84-301-1632-4
- 『フランシスコ会学派〈下〉』（フランシスカン研究vol.3）東京フランシスカン研究所＋聖母の騎士社、2007年、ISBN 978-4-88216-283-4
- 『宗教／超越の哲学』（岩波講座哲学第13巻）岩波書店、2008年、ISBN 978-4-00-011273-4
- 『キリスト教信仰と現代社会　21世紀への挑戦』（2006年度上智大学神学部夏期神学講習会講演集）サンパウロ、2008年、ISBN 978-4-8056-2090-8
- 『賛美に生きる人間』教友社、2008年、ISBN 978-4-902211-36-8
- 『新カトリック大事典』第Ⅳ巻、研究社、2009年、ISBN 978-4-7674-9014-4
- 『カトリック教会の諸宗教対話の手引き　実践Q＆A』カトリック中央協議会、2009年、ISBN 978-4-87750-151-8
- 『カトリック教会のカテキズム要約（コンペンディウム）　598のQ＆A』（翻訳）カトリック中央協議会、2010年、ISBN 978-4-87750-153-2　C0016
- 『死と再生　2009年上智大学神学部夏期神学講習会講演集』日本キリスト教団出版局、2010年、ISBN 978-4-8184-0740-4　C3016
- 『韓日哲学対話（모색 씨알철학과 공공철학의 대화）』シアル研究所、2010年、
- Guidelines Interreligious Dialogue for Catholics in Japan, The Catholic Bishops' Conference of Japan Subcommittee for Interreligious Dialogue, The Catholic Bishops' Conference of Japan,2010年、ISBN 978-4-87750-156-3　C0016
- 『公共する人間5 新井奥邃―公快共楽の栄郷を志向した越境者』東京大学出版会、2010年、ISBN 978-4-13-014175-8
- 『公共する人間1 伊藤仁斎―天下公共の道を講究した文人学者』東京大学出版会、2011年、ISBN 978-4-13-014171-0
- 『危機と霊性　2010年上智大学神学部夏期神学講習会講演集』日本キリスト教団出版局、2011年、ISBN　978-4-8184-0771-8
- 『キリスト教と日本の深層』オリエンス宗教研究所、2011年、ISBN